# Do Wenecji stąd dalej co dzień
Do Wenecji stąd dalej co dzień – druga płyta (LP) Elżbiety Adamiak, wydana w 1986 przez Polskie Nagrania „Muza” (SX 2285). Album utrzymany w tym samym stylu co debiutancki (poezja śpiewana), jednak z bogatszą i oscylującą w stronę popu aranżacją. W marcu 2008 4ever Music wydało reedycję dwóch płyt: debiutanckiej Elżbiety Adamiak z 1980 i właśnie Do Wenecji stąd dalej co dzień z 1986. Autorem projektu graficznego okładki reedycji był Michał Poniedzielski.

## Muzycy
- Elżbieta Adamiak – śpiew

Zespół instrumentalny:
- Wacław Juszczyszyn – gitara, śpiew
- Andrzej Pawlukiewicz – fortepian Fendera, śpiew
- Marek Błaszczyk – gitara basowa
- Jarosław Borek – perkusja

Gościnnie:
- Wojciech Groborz – syntezatory
- Grażyna Auguścik – śpiew
- Wojciech Jarociński – harmonijka ustna
- Ryszard Styła – gitara
- Zbigniew Seroka – gitara
- Tadeusz Leśniak – syntezator Yamaha DX 7
- Henryk Miśkiewicz – saksofon
- Krzesimir Dębski – fortepian

## Lista utworów
Strona A
| 1. | "Do Wenecji stąd dalej co dzień" (sł. Andrzej Poniedzielski, muz. Wacław Juszczyszyn)     | 3:34  |
|    |                                                                                           |       |
| 2. | "Sen z różowym tłem" (sł. Andrzej Poniedzielski, muz. E.Adamiak i Andrzej Pawlukiewicz)   | 5:03  |
|    |                                                                                           |       |
| 3. | "Stan na "M" (sł. Andrzej Poniedzielski, muz. Wacław Juszczyszyn)                         | 4:50  |
|    |                                                                                           |       |
| 4. | "Nie zostało ci już po mnie prawie nic" (sł. Andrzej Poniedzielski, muz. A. Pawlukiewicz) | 4:41  |
|    |                                                                                           |       |
|    |                                                                                           | 18:08 |
|    |                                                                                           |       |
Strona B
| 1. | "Gdy wybierać jeszcze mogłam" (sł. Jacek Cygan, muz. Wacław Juszczyszyn)             | 4:04  |
|    |                                                                                      |       |
| 2. | "Do wiosny niebieskiej" (sł. Jacek Cygan, muz. Krzesimir Dębski)                     | 4:21  |
|    |                                                                                      |       |
| 3. | "Wszyscy gromadzimy złom" (słowa: Andrzej Poniedzielski, muzyka: Wacław Juszczyszyn) | 3:42  |
|    |                                                                                      |       |
| 4. | "Jak dobrze się wybacza" (sł. Jacek Cygan, muz. Wacław Juszczyszyn)                  | 3:51  |
|    |                                                                                      |       |
| 5. | "List do Buska" (sł. Jacek Cygan, muz. Andrzej Pawlukiewicz)                         | 2:50  |
|    |                                                                                      |       |
|    |                                                                                      | 18:48 |
|    |                                                                                      |       |